# Luis Gini
Luis Arnulfo Gini (Piribebuy, 31 de outubro de 1935) é um ex-futebolista paraguaio que atuava como defensor.

## Carreira
Luis Gini fez parte do elenco da Seleção Paraguaia de Futebol, na Copa do Mundo de  1958.